# 東森電視
東森電視（とうしんでんし）は、台湾のケーブルテレビ局である。「ETTV」（Eastern Television）とも表記する。日本では「東森テレビ」とも表記される。1991年に設立し、1995年9月から放送を開始した。

## 主なチャンネル
- 東森幼幼台（1998年1月-） 幼児向け番組専門
- 東森綜合台（1997年9月-） 総合編成
- 東森戲劇台（2003年1月-) ドラマ専門
- 東森新聞台（1997年9月-） ニュース専門
- 東森電影台（1997年9月-） 映画専門
- 東森洋片台（2000年5月5日-）洋画専門
- 東森財經新聞台（1999年8月-）経済情報専門
- 東森超視台（1995年10月-） 総合編成（元ソニー・ピクチャーズ エンタテインメント傘下、2002年東森電視グループ入り）「SuperTV」とも表記される[1]。

※カッコ内は放送開始日